# Северанс (тауншип, Миннесота)
Северанс (англ. Severance) — тауншип в округе Сибли, Миннесота, США. На 2000 год его население составило 343 человека.

## География
По данным Бюро переписи населения США площадь тауншипа составляет 98,6 км², из которых 94,5 км² занимает суша, а 4,1 км² — вода (4,15 %).

## Демография
По данным переписи населения 2000 года здесь находились 343 человека, 119 домохозяйств и 96 семей.  Плотность населения —  3,6 чел./км².  На территории тауншипа расположено 123 постройки со средней плотностью 1,3 построек на один квадратный километр. Расовый состав населения: 97,38 % белых, 0,29 % афроамериканцев, 0,29 % азиатов, 0,87 % — других рас США и 1,17 % приходится на две или более других рас. Испанцы или латиноамериканцы любой расы составляли 1,17 % от популяции тауншипа.
Из 119 домохозяйств в 43,7 % воспитывались дети до 18 лет, в 69,7 % проживали супружеские пары, в 3,4 % проживали незамужние женщины и в 19,3 % домохозяйств проживали несемейные люди. 16,8 % домохозяйств состояли из одного человека, при том 6,7 % из — одиноких пожилых людей старше 65 лет. Средний размер домохозяйства — 2,88, а семьи — 3,24 человека.
29,2 % населения — младше 18 лет, 8,5 % — в возрасте от 18 до 24 лет, 26,2 % — от 25 до 44, 23,3 % — от 45 до 64, и 12,8 % — старше 65 лет. Средний возраст — 36 лет. На каждые 100 женщин приходилось 117,1 мужчин.  На каждые 100 женщин старше 18 приходилось 129,2 мужчин.
Средний годовой доход домохозяйства составлял 39 063 доллара, а средний годовой доход семьи —  45 625 долларов. Средний доход мужчин —  26 750  долларов, в то время как у женщин — 27 500. Доход на душу населения составил 14 857 долларов. За чертой бедности находились 5,6 % семей и 4,6 % всего населения тауншипа, из которых 16,3 % старше 65 лет.